# 博伊利希
博伊利希是德国莱茵兰-普法尔茨州的一个市镇。总面积13.28平方公里，总人口466人，其中男性240人，女性226人（2011年12月31日），人口密度35人/平方公里。